# Centrale thermique de Hirono
La centrale thermique de Hirono est une centrale thermique dans la préfecture de Fukushima au Japon.